# Most Racławicki
Most Racławicki – most łączący wrocławskie osiedla Oporów i Krzyki-Partynice poprzez Aleję Piastów na lewym brzegu rzeki (osiedle Oporów) i Ulicę Racławicką na prawym brzegu rzeki (osiedle Krzyki-Partynice). Most stanowi przeprawę przez rzekę Ślęza. Nazwę temu mostowi nadano uchwałą Rady Miejskiej Wrocławia z dnia 23 marca 2017 r. numer XXXVII/808/17 .